# NGC 42
NGC 42 (również PGC 867 lub UGC 118) – galaktyka eliptyczna (E-S0), znajdująca się w gwiazdozbiorze Pegaza. Została odkryta 30 października 1864 roku przez Alberta Martha. Tuż obok niej na niebie widoczna jest galaktyka karłowata PGC 212483, jednak znajduje się ona znacznie bliżej i nie jest z nią fizycznie związana.